# バルナバ・ザン
バルナバ・ザン（張巴拿巴、1882年2月21日 - 1961年1月25日）は山東省で生まれた。彼の前の名前はヂエン・ジュ(殿舉)であり、農夫として働いていた。また彼は骨董品のコレクターだった。
- 1910年に, リンシェン・ザンが彼の村を訪問、罪を悔いて改めること、そして許しに関する説教を説教した。彼の妻は説教によって動いたが、ヂエン・ジュは最初それに反対した。しかし後に罪を悔いて改めるようになった。
- 1911年3月16日、薄暗がりの荒野を歩いている時、ヂエン・ジュは「最後の日の間の救助は東から西へ来る; 国家すべてを救うために行きなさい」という声を聞いた。彼は膝を祈って祈り 聖霊によって語り始めた。まもなく、ヂエン・ジュと彼の全家族は主の名においてリンシェン・ザンにより洗礼を行った。4年の間信仰を培った後、リンシェン・ザンは年長者としてヂエン・ジュに手を置いた。
- 1916年2月、 道を歩いている時、ヂエン・ジュは再度「私はあなたに大きい力を与える、南に向かい福音を触れ告げなさい」という声を聞いた。4月に彼は聖霊によって黙示された後、バルナバと名前を変えた。
- 1919年に彼は中国の南部にて福音を開始し、多数の真イエス教会の祈りの建物を建設した。説教するときバルナバは通常の農民の衣類を着た。多くの奇跡的な印や致命的な病気を治す彼の業により、ほとんどの人々は彼を信じた。
- 1926年までに彼は台湾へ説教し、 40日間に3つの教会を確立した。1927年に東南アジアの信者からの招待の後、彼はシンガポールへ旅し、マレーシアにも赴き4つの教会を確立した。しかし、バルナバはイエス・キリストが5年以内に戻ると主張したが、それは起こらなかった。
- 後年バルナバは自身を教会の設立者だと主張し、イサク・ウェイとの論争の後、香港に向かい、彼自身の総会を設立、自身を教会の司教と宣言した。その結果、1930年に彼は教会より除名された。

多くの人々は、後年の彼は正気ではなかったと語った。彼と彼の妻は、香港の教会で枢機卿か教皇のような衣装で説教を行っていたという。